# Râul Valea Lătoacei
Râul Valea Lătoacei este un curs de apă, afluent al Pârâului lui Ion. Această vale îngustă este principala atracție turistică a rezervației forestiere Stătioara, pe care o traversează.

## Hărți
- Harta județului Suceava